# Produzent (Ökologie)

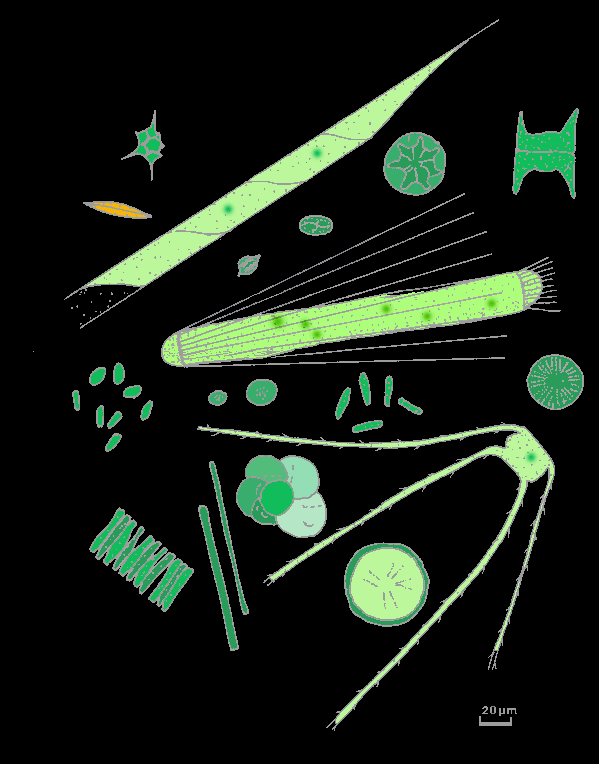
Primärproduzent Phytoplankton

Als Produzenten bezeichnet man in der Ökologie autotrophe Organismen, die energiereiche Biomasse aus anorganischen Verbindungen gewinnen (Primärproduktion). Neben den grünen Pflanzen, die durch Photosynthese Primärproduktion betreiben, gibt es Organismen, die chemische Reaktionen als Energiequelle nutzen (Chemotrophie oder Chemosynthese).

Produzenten im Stoffkreislauf

## Photoautotrophie
Die photoautotrophen Primärproduzenten sind zumeist Pflanzen. Durch Photosynthese erzeugen sie Zucker aus Wasser und Kohlenstoffdioxid unter Verwendung von Lichtenergie. Einen Teil des Zuckers verwenden sie in der Zellatmung als Energiequelle für den weiteren Aufbaustoffwechsel. Einen anderen Teil des Zuckers verwenden sie als Grundstoff für die Synthese komplexerer Bestandteile der Biomasse, also hauptsächlich der Proteine, Fette und Nukleotide (ATP, DNA). Hierzu nehmen sie weitere chemische Verbindungen wie Phosphat, Nitrat und Sulfat auf, um Stickstoff, Phosphor, Schwefel etc. in die Biomasse einzubauen.
In stehenden Gewässern nehmen die Rolle der Primärproduzenten bevorzugt die Algen des Planktons ein. Hierzu zählen auch photosynthetisch aktive Prokaryonten, insbesondere  Cyanobakterien (alias Blaugrünbakterien, früher Blaualgen genannt); an besonderen Biotopen kommen als Primärproduzenten aber auch andere, zu einer primitiveren Form der Photosynthese fähige Bakterien oder Archaeen vor.

## Chemoautotrophie
Beispielsweise in der Tiefsee oder an lichtarmen, aber mit energiereichen anorganischen Verbindungen versorgten Standorten gibt es auch Produzenten, die mit Hilfe von chemischer Energie durch Chemosynthese Biomasse produzieren können.